# Idiops flaveolus
Idiops flaveolus är en spindelart som först beskrevs av Pocock 1901.  Idiops flaveolus ingår i släktet Idiops och familjen Idiopidae. Inga underarter finns listade i Catalogue of Life.